# Труды Архангельского статистического комитета
«Труды́ Арха́нгельского статисти́ческого комите́та» — сборник, выходивший в Архангельске с 1866 по 1919 год.

## История
Сборник издавался Архангельским губернским статистическим комитетом и выходил с 1866 по 1919 год нерегулярно. С 1868 года выходил под названием «Труды Архангельского губернского статистического комитета».
«Труды» имели Исторический, Этнографический и Статистический отделы. В историческом отделе публиковались государственные акты, документы о старообрядчестве, исторические очерки севера России. В этнографическом отделе помещались исследования народных обычаев Севера и местный фольклор. Печаталась статистика населения Архангельской губернии и отдельных уездов.
В сборниках принимали участие П. С. Ефименко, Р. Комповский, Ф. Харевич. П. Чубинский, А. Шадрин и др.